# 液化石油ガス

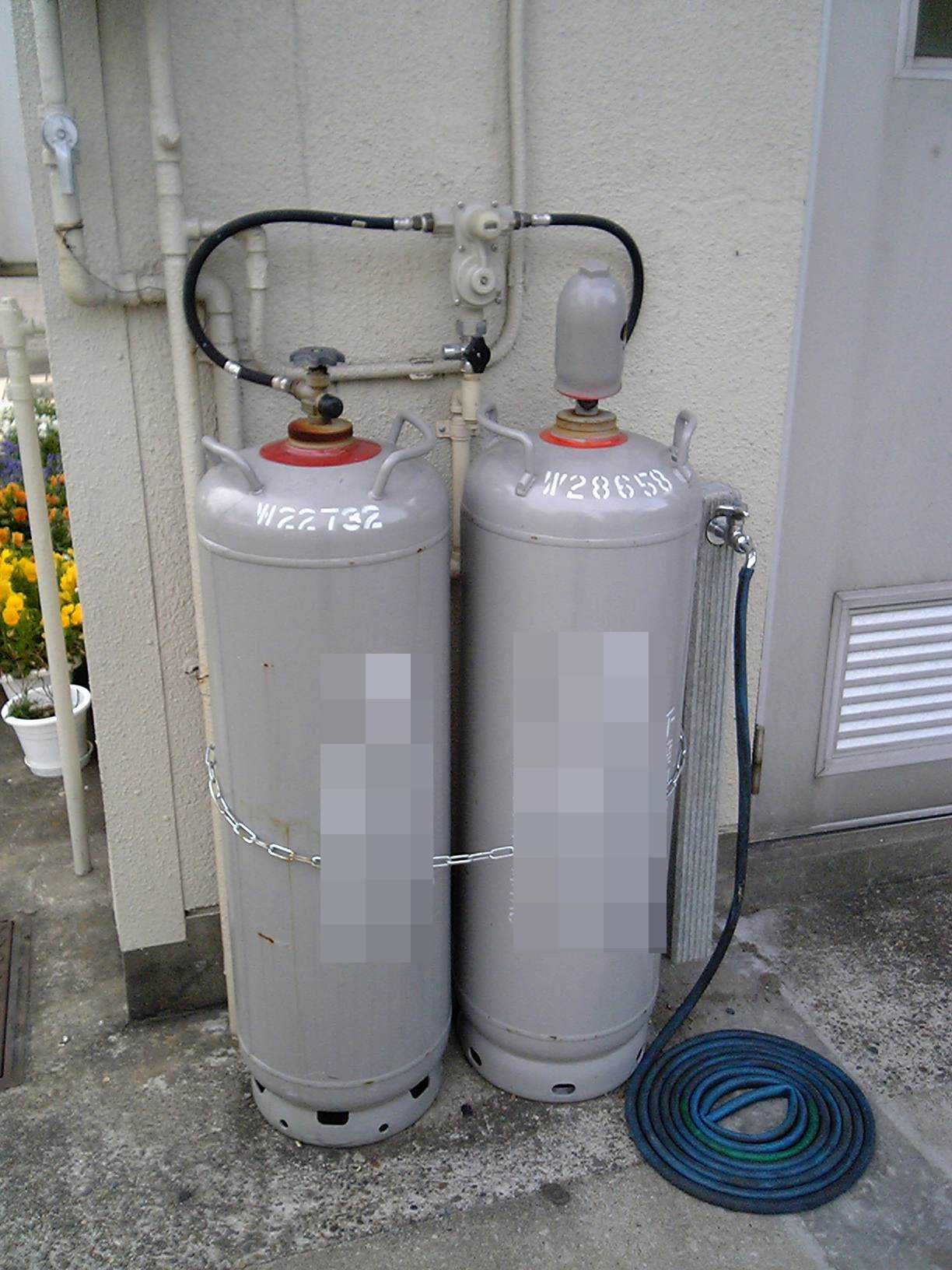
LPGボンベ

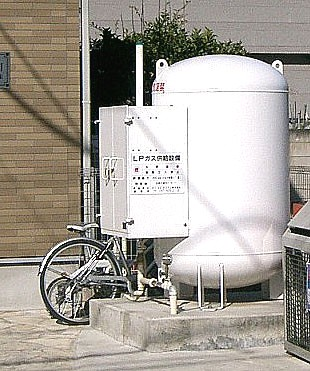
集合住宅に設置されたバルク供給用の容器

液化石油ガス（えきかせきゆガス、英: liquefied petroleum gas、LPガス、LPG）は、プロパン・ブタンなどを主成分とし、圧縮することにより常温で容易に液化できるガス燃料（気体状の燃料）の一種である。

## 概要
0°C・1気圧の気体プロパン1 m3を燃やすと99.4 MJ (23,800 kcal)、同様にブタン1 m3は128.6 MJ (30,700 kcal)の熱量を発生する。また、液体1 kg当たりではプロパン、ブタンともに約50 MJ (12,000 kcal)の発熱量を持つ。
日本では一般にプロパンガスとも呼ばれることが多いが、家庭用・業務用の燃料ガスとして用いるものは「い号液化石油ガス」で、プロパン・プロピレンが主成分である。対して自動車燃料向けはブタンが主成分である。このように、家庭用はもちろん、工業用であってもプロパンガスは純物質ではない。
生産リソースとしては石油の精製過程で分離される石油精製由来だけでなく、天然ガス随伴なども世界的に約半分を占める。通常、天然ガスはメタンが主成分だが、次に重いエタンよりプロパンとブタンは重く、これらを多く含むウェットな天然ガスからも分離される。LPGは総じて天然ガスに比べ体積あたり熱量が大きい。LPGは重量あたりの典型的な発熱量は50.8 MJ/kgでA重油の39.1 MJ/kg、灯油の36.7 MJ/kgより高い。

## 生産・供給・消費

### 生産と供給

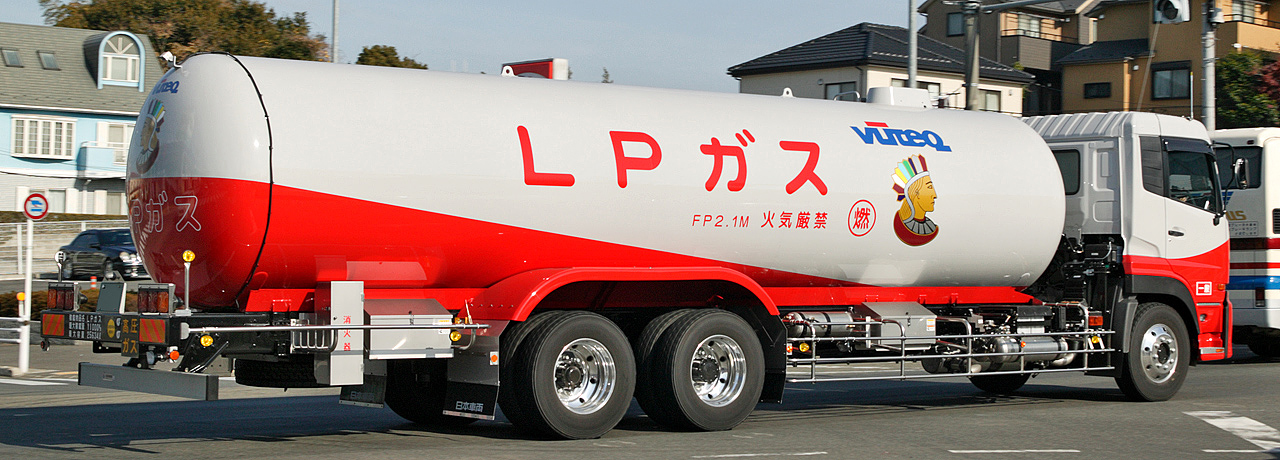
LPGタンクローリー

油田・天然ガス田または製油施設などの副生ガスから不純物を取り除き、圧縮装置や冷却容器で液化する。20°Cでの圧縮圧力はブタン0.21 MPa（約2.1気圧）、プロパン0.86 MPa（約8.5気圧）であり低い圧力（2 - 8気圧）で常温で液化でき、耐圧の低いタンクで貯蔵・輸送が可能である。また体積は気化ガス時の250分の1になり、可搬性に優れる。このときのガス自体は無色、無臭の気体である。LPGの大量輸送の場合は、専用船（LPG船）・タンクローリーが使用される。
気体としてのLPガスは空気より重く、空気の1.5 - 2倍の重さになる(100 %プロパンの場合、15°C・1気圧で1.865 kg/m3)。比重が空気より重く下に滞留する性質がある。このためガス漏れに備えて設置するガス警報器は、主に天然ガスを材料とする都市ガスと異なり床面近くに設置する必要がある。ガスが漏れると爆発を起こしやすく危険なことから臭いで感知できるようメルカプタン等を添加して着臭（タマネギの腐ったような臭いと表現されることが多い）した上で最終消費者へ供給される。

### 用途
- 家庭用のコンロ・給湯器、業務用機器などの熱源。近年、LPガスを燃料とする高効率のガス機器（SIセンサーコンロ、エコジョーズ、エコウィル、エネファーム）が普及してきている。ガス漏れ検知のため着臭剤によりタマネギが腐ったような臭いを付けてある。供給形態は、シリンダー（ボンベ）供給、小規模導管供給、簡易ガス（中規模導管供給）、バルク供給などがある。
長所は災害時の復旧が早いことや火力が強いことで、短所は一般的に都市ガスよりも価格が高いことである、特に競争原理が働かず、前もって単価が確認できない賃貸住宅では顕著で、都市ガスの数倍になることもある。
- 携帯用燃焼機器用（カセットコンロ・発電機・ライターガスなど）- 主成分はブタン。
- LPG自動車の燃料（オートガス）
- 土木工事用の加熱バーナーの燃料
- 一部地域での火葬場の火葬炉の燃料あるいは緊急用燃料
- 火力発電の燃料の1つ

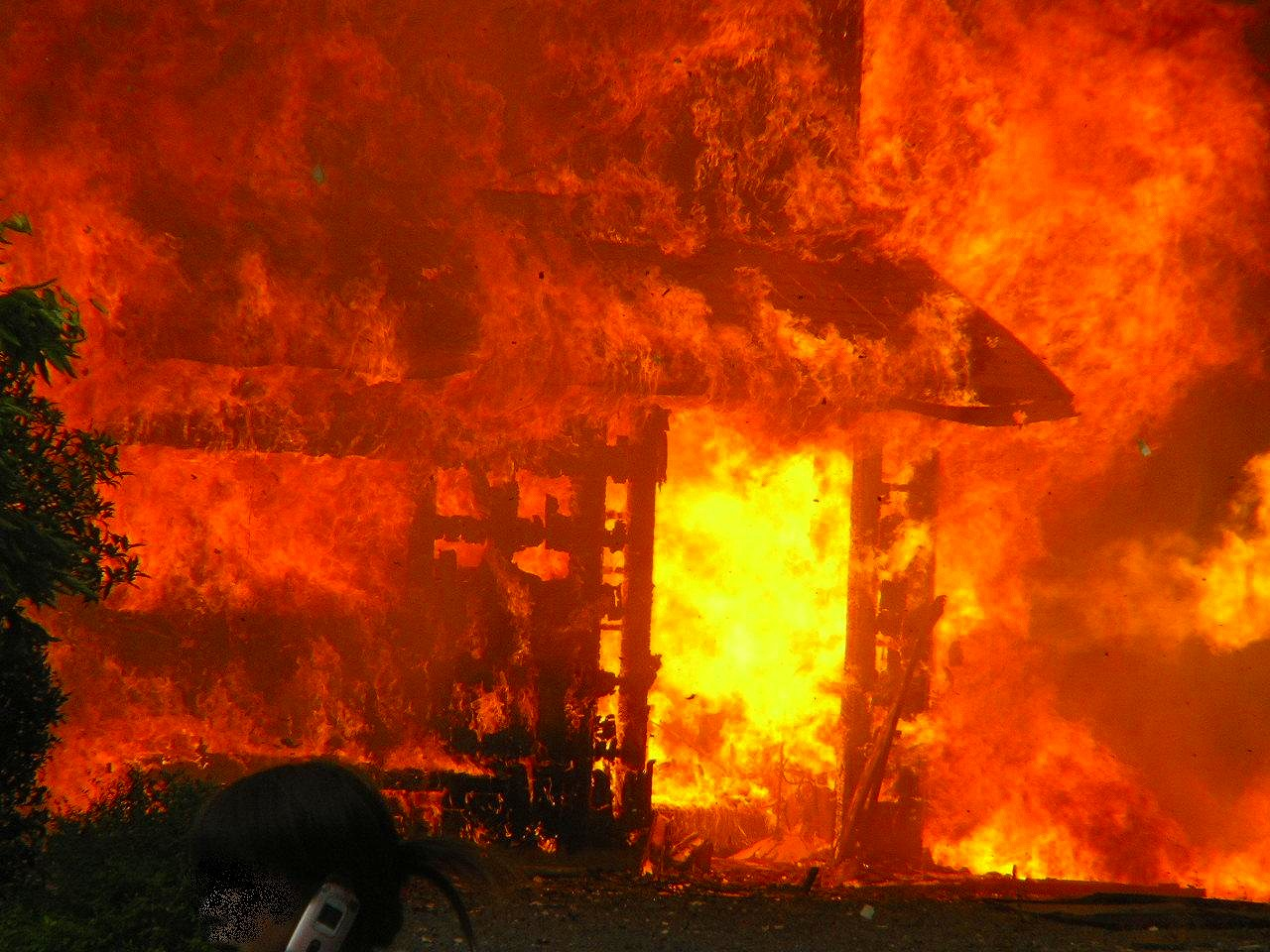
家屋火災にてプロパンガスが爆発した瞬間（右横に噴出している炎）。

- テレビ朝日が放送した『西部警察』の爆破シーンでは、ボンベを建物内に持ち込み、ガスを充満させて爆発させる手法も使われた。

## 各国での利用と法規制

### アメリカ合衆国
アメリカ国内の主な生産地は、南西部のテキサス州やルイジアナ州の天然ガス田である。1979年輸出管理法に基づき、商務長官は石油製品の輸出を制限できる裁量権限を有している。
アメリカでは、LPG業界に適用される法令（連邦法や州法）が数多く存在する。LPG業界でとりまとめられた作業準則であるNFPA58が国家規格となっており国際的にも認知されている。自動車用LPGには家庭用を除いて連邦税が課税される。州税は州ごとに異なる。
2012年にアメリカはLPGの純輸出国に転換した。2012年現在のアメリカのLPGの輸出先はほとんどが欧州向けであるが、メキシコ、ホンジュラス、ドミニカ、エクアドル、ブラジルといった中南米諸国も増加している。

### 日本

#### 販売
液化石油ガスの販売には、日本の法律ではカセットボンベなどの一部を除き液化石油ガスの保安の確保及び取引の適正化に関する法律（液石法）に基づき、経済産業大臣または都道府県知事への登録が必要となる。また販売事業主は高圧ガス製造保安責任者免状（甲種機械、甲種化学、乙種機械、乙種化学、丙種化学（液化石油ガス）の5区分のみ）または第二種高圧ガス販売主任者免状を受け、かつ6か月以上製造または販売の実務に従事した者の中から高圧ガス販売主任者を選任しなければならない。
1997年（平成9年）にはバルク供給システムも認可されており、最終消費者に貯槽を設置しその貯槽へのガスの直接供給・運搬装置としてバルクローリーが使用される。
液化石油ガスの販売事業者の多くは、消費者と供給契約を結ぶ際、ガス配管工事費や、場合によってはガス器具まで無償で提供するということが昔からの習慣で行われてきた。賃貸住宅の場合はその分、基本料金と従量制のガス料金が上乗せされ、都市ガスに対して数倍の料金になることもある（プロパンガススキーム）。しかし以前はこの場合の配管や器具の所有権が販売事業者にあるのか消費者にあるのかが明確にされていなかった。そのため、消費者が他社の液化石油ガスや都市ガスに切り替えるなどの理由で解約する際にその所有権を巡ってトラブルが発生していた。そこで1997年（平成9年）に改正された液石法では同法第14条により消費者に交付する書面で配管や器具の所有権を明らかにすることが義務付けられた。
経済産業省資源エネルギー庁所管の日本エネルギー経済研究所石油情報センターでは、地域別の一般小売価格を調査・公表している。また総務省統計局が行っている小売物価統計調査の調査品目となっている。
国民生活センターでは「ガス料金が安くなると言われて契約したが、すぐに値上げされた」などのトラブルが増加しているとして消費者に注意を促している。

#### 消費
2009年（平成21年）度の用途別需要量（単位/千トン）：家庭業務用 7,153、一般工業用 3,510、都市ガス用 819、自動車用 1,409、大口鉄鋼用 127、化学原料用 3,268、電力用 312、国内需要計 16,598（出典：日本LPガス協会）
なお、家庭業務及び工業用においては需要家数により以下の表で区別されている。
| 供給方式                            | 需要家の規模                             |
| ----------------------------------- | ---------------------------------------- |
| 個別プロパン                        | ボンベを需要家ごとに1対1で設置           |
| 集中プロパン                        | 複数（70未満）の需要家に対して集中供給   |
| コミュニティーガス （旧・簡易ガス） | 70以上の需要家に対して導管を利用して供給 |

#### 規格
日本産業規格 (JIS) では、7種類の規格がある（JIS K2240:2013 液化石油ガス（LPガス））。
- 1種：家庭用燃料及び業務用燃料 1号から3号
- 2種：工業用及び自動車用燃料 1号から4号

液化石油ガス法では、い号・ろ号・は号の3種類に分類しており、それぞれJISの1種1号・1種2号・1種3号に相当するものである。この他に自動車用として、日本LPガス協会自主規格がある。

#### 関係法令
- 液化石油ガスの保安の確保及び取引の適正化に関する法律（昭和42年法律第149号）
- 高圧ガス保安法（昭和26年法律第204号）
- ガス事業法（昭和29年法律第51号）
- 計量法（平成4年法律第51号）
- 消防法（昭和23年法律第186号）

#### 日本国内におけるカセットガス
携帯用のガス熱機器の燃料として、日本では一般的なカセットガスだが、カセットガスの成分は他の液化石油ガスと異なりJIS規格で規定されていない。LPガスの業界団体である日本ガス機器検査協会が認証を発行している。この為、カセットガスは商品名に「プロパンガス」「LPガス」と言った表記をしていない。
成分はブタンが主成分で、ホームセンターやドラッグストアで安価に販売されているカセットボンベはほぼブタン100 %である。プロパンに比べて容易に液化する反面、その際の気化熱でボンベ温度が急激に低下し気化不良を起こすことが多い。特に高出力のコンロや暖房用ストーブなどで連続使用したり、寒冷地で使用したりすると、出力が低下したり、ボンベの内容分が残りやすい傾向にある（ドロップダウン）。
このため、カセットガスコンロ等の機器によってはカセットガスの設置部にボンベ温度の低下を抑えるプレートを設置した製品が存在する。また、自身が燃焼機器メーカーであるイワタニと東邦金属工業ではレギュラー仕様のボンベでも10〜20 %のイソブタンを混入しているほか、寒冷地用に30〜50 %をイソブタンとした「イワタニ カセットガスゴールド」「TOHO スーパーブタンガス」も発売されている。
また、極寒冷地向けにプロパンを配合しているカセットボンベも存在する（新富士バーナー ST-760、TRUSCO TB-760、など）が、これらはカートリッジ構造こそブタンガスボンベと同じだが、日本ガス機器検査協会のJIA認証を取得していない。熱量も同一容積比で約20 %高い。これらの用途はガストーチや屋外で使用するアウトドア用のコンパクトストーブで、屋内用の機器での使用は推奨されない。パッケージにも屋外用と明記されている。
なお、通常のLPガスの代わりに一般用のLPガス機器に供給する機器も発売されているが、一般用のLPガス機器で使用した場合、赤炎量が増えるなど通常と燃焼状態が異なる。また、ユーザーが爆発事故を起こしたため、岩谷産業はこの種の供給装置の製造・販売から撤退した。現在は東邦金属工業製「TOHO サンパワー」以外、日本のメーカーでは販売していない。海外製のものが入手可能であるが、これらはJIA認証を受けていない。
アウトドア器具向けには形状の異なるカセットボンベ（概ね通常のカセットボンベより背が低く、容器自体の直径が広く、かつ上記の一般的なカセットガスボンベと異なりネジ式の口金となっている）もあり、OD缶と呼ばれる（対して、一般的なものはCB缶と呼ばれる。焜炉#カセットコンロおよびポータブルストーブ#ガスカートリッジ式ストーブも参照）。一般的なもの同様に使用する場所の気温や地域等の環境に合わせてブタン100 %からイソブタンやプロパンを混合したものが存在する。
容器入りのガスという点でカセットガスに類似するものに、ガスライター用の詰め替え用ガスがある。こちらは煙草の香りを損なわないためにガス漏れ検知用の臭い成分を含まないか、カセットガスよりは少な目になっているほか、低い気温でも着火できるようにブタンを主成分にイソブタンを混合している。上記のカセットガスボンベより変換してライターに充填するアダプターは存在するが、その場合は着火時に臭い成分を感じることがある。
使用済みのカセットガスボンベの廃棄については、スプレー#廃棄時の注意を参照。

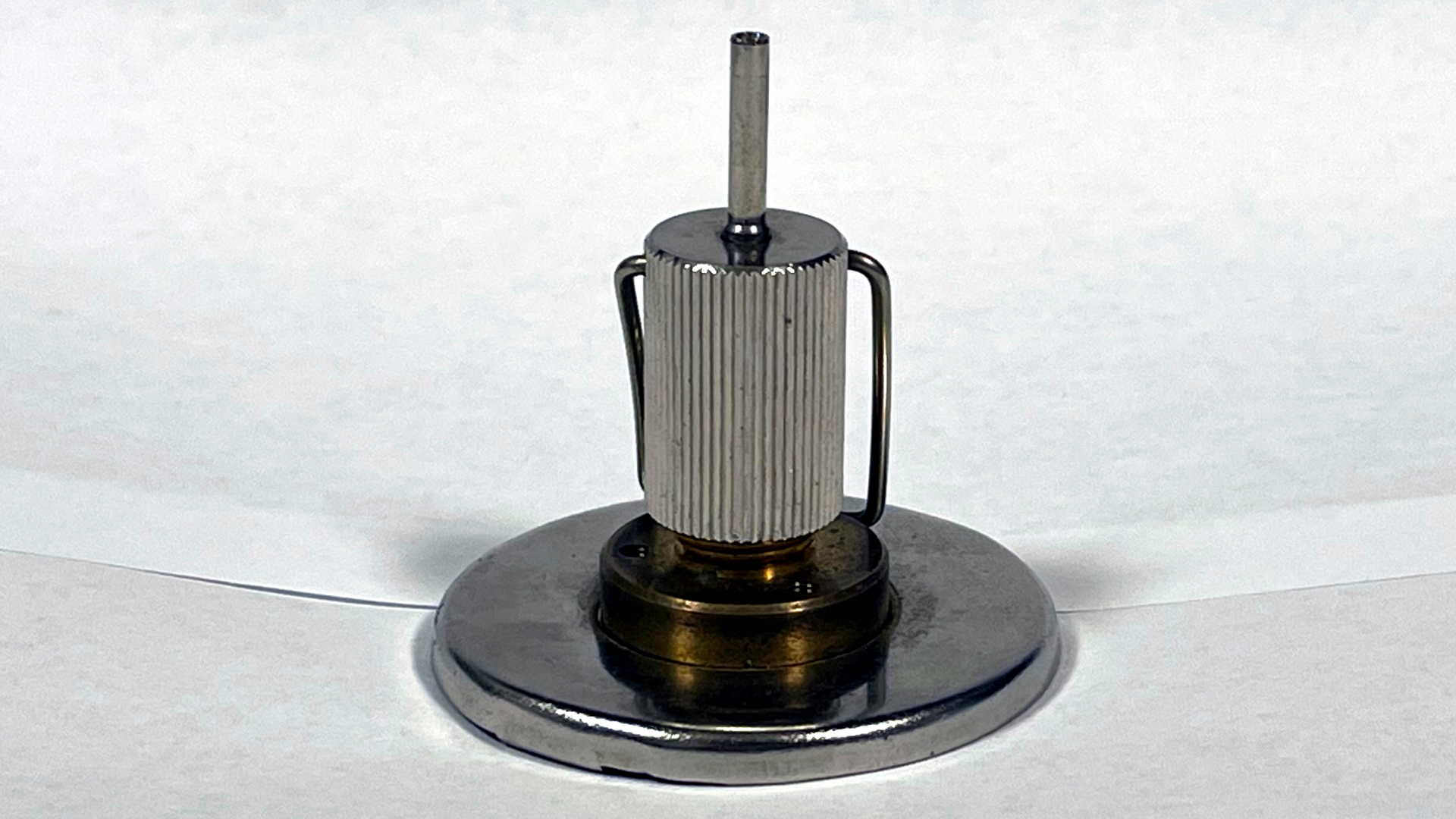
家庭用カセットボンベ（CB缶）をアウトドア向けカセットボンベ（OD缶）に変換するアダプターにさらにガスライター用ノズルに変換するアダプターを接続した例

## 災害に対する特性

### 利点
LPガスは加圧するだけで液体にできるため、容器による輸送が可能である。そのため容器で輸送した場合は以下の特性がある。ただし、都市ガスと同様に配管で各家庭に送る場合は都市ガスと同じ問題が発生する。
LPガスを容器（ボンベ）で各家庭に設置した場合、配管が短く災害後の点検が容易である。このため復旧が早く、点検が完了した家庭からすぐにガスの使用を再開することができる。またプロパンガスボンベを保有していればすぐに炊き出し等を行うことができ、被災時に活用できる。
阪神・淡路大震災や新潟県中越地震の時にも、プロパンガスは短期間での復旧を果たし避難所などでも利用された。

### 脆弱性
1972年7月9日、梅雨前線豪雨により広島県豊田郡安芸津町（当時。現：東広島市）内でがけ崩れが発生。この際、土砂がプロパンガスの貯蔵施設を直撃してガスが漏出したところに何らかの火が引火、ガスボンベ約120本が次々と爆発して付近の住民6人が重軽傷を負う出来事となった。
2011年に発生した東日本大震災では、津波によって流された家庭用プロパンガスボンベからガスが噴出、炎上爆発する津波火災が数多く目撃された。これが津波被害に伴う港湾火災などでの火種の一つとなった。その後の被災地では爆発し焼け焦げたボンベが多く残された。
また東日本大震災は広域災害であったため、流通網と供給基地自体が被災により広範囲で機能停止あるいは寸断され、速やかな復旧とはならなかった。とはいえ茨城県土浦市などでは都市ガスが半年から1年の復旧期間を要したのに対し、プロパンガスの方が復旧が早かったのは事実である。茨城県も全域が激甚災害指定地域であり、県南地区の土浦市でも家屋の全半壊は多数発生した。

## 関連団体
- 日本LPガス団体協議会
- 日本エルピーガス連合会
- 高圧ガス保安協会